# Gouvernement Spaak II
Royaume de Belgique
Van Acker II Van Acker III
Pour les articles homonymes, voir Gouvernement Spaak.
Le gouvernement Spaak II est un gouvernement belge composé seulement de socialistes (PSB-BSP) et de techniciens. Il gouverne du 13 au 20 mars 1946 et comprend 16 ministres.

## Composition
| Ministère                                                                                             | Nom                     | Parti      |
| --- | ----------------------- | ---------- |
| Premier ministre et ministre des Affaires étrangères                                                  | Paul-Henri Spaak        | PSB-BSP    |
| Ministre des Finances                                                                                 | Franz de Voghel         | Technicien |
| Ministre des Travaux publics                                                                          | Herman Vos              | PSB-BSP    |
| Ministre des Communications                                                                           | Ernest Rongvaux         | PSB-BSP    |
| Ministre du Travail et de la Prévoyance sociale, chargé de la Coordination de la Politique économique | Achille van Acker       | PSB-BSP    |
| Ministre du Commerce extérieur                                                                        | Albert De Smaele        | Technicien |
| Ministre des Affaires économiques                                                                     | Léon-Éli Troclet        | PSB-BSP    |
| Ministre de la Justice                                                                                | Henri Rolin             | PSB-BSP    |
| Ministre de l'Intérieur                                                                               | Jules Joseph Merlot     | PSB-BSP    |
| Ministre de l'Instruction publique                                                                    | Léo Collard             | PSB-BSP    |
| Ministre de l'Agriculture                                                                             | Arthur Wauters          | PSB-BSP    |
| Ministre des Colonies                                                                                 | Lode Craeybeckx         | PSB-BSP    |
| Ministre du Ravitaillement                                                                            | Georges Moens de Fernig | Technicien |
| Ministre des Dommages de guerre et des Victimes civiles de la guerre                                  | Piet Vermeylen          | PSB-BSP    |
| Ministre de la Santé publique                                                                         | Jean Van Beneden        | Technicien |
| Ministre de la Défense nationale                                                                      | Raoul de Fraiteur       | Technicien |